# Dactylosaster cylindricus
Espèce
Dactylosaster cylindricus est une espèce d'étoiles de mer de la famille des Ophidiasteridae, la seule du genre Dactylosaster (l'espèce Dactylosaster gracilis étant considérée comme un nomen dubium).

## Description
C'est une petite étoile régulière à 5 longs bras cylindriques à bout arrondi, avec un disque central très réduit. La coloration générale est chamarrée et de teintes très variable : le plus souvent rouille, mais aussi parfois beige, rose et brun, autant de couleurs qui peuvent s'y mélanger ou dominer de manière uniforme, ou selon des taches et marbrures irrégulières. Les plaques squelettiques oblongues sont disposées de manière très régulière, et on les devine facilement chez les spécimens matures. La face ventrale est plus claire, et les sillons ambulacraires sont protégés par une rangée de courts tubercules de chaque côté. Les individus rencontrés dans la nature ont souvent des bras de longueurs inégales, et parfois plus ou moins de 5 bras, du fait de la prédation et de la défense par autotomie, qui peut mener à la repousse de deux bras au lieu d'un. 
Le madréporite orange vif est souvent bien visible sur le disque central.
Cette espèce est assez proche morphologiquement de celles du genre Tamaria, mais s'en distingue par le nombre d'aires porifères par bras (6 chez Tamaria contre plus de 8 chez Dactylosaster, et s'étendant au-dessous de la ligne inféromarginale) et la granulation de ses plaques, réduite à des groupes de granules grossiers au milieu de chaque plaque, le reste étant recouvert par l'épiderme. Ces granules forment 7 ou 8 rangées assez visibles. Chez certains spécimens, notamment morts, les corps cristallins peuvent produire des bosses similaires aux granules, mais il n'y a pas de réelle continuité de la granulation elle-même. Elle est également difficile à distinguer de certaines Ophidiaster (notamment O. hemprichi, extraite de D. cylindricus par Perrier), dont on peut les séparer par les plaques adambulacraires alternativement larges et étroites (contre isométriques chez Ophidiaster). Selon Edmond Perrier, les Dactylosaster ont également des plaques dorsales plus saillantes et plus régulièrement disposées, avec des granules élargis disposés en bandes nettement transversales, et des tubercules ambulacraires moins serrés.
La description originale de Jean-Baptiste de Lamarck est très allusive (d'autant qu'il n'en a vu qu'un spécimen séché) : « Elle est presque luisante, d'un orangé roux ou jaunâtre, à cinq rayons cylindracés, munis de huit côtes longitudinales verruqueuses. La gouttière du dessous de chaque rayon est garnie de chaque côté de deux rangées de papilles, dont les extérieures sont plus grandes et coniques. Largeur, dix à douze centimètres ». Les dessins de l'holotype par Charles Alexandre Lesueur sont d'une qualité inférieure à ses standards, et ne ressemblent pas au spécimen conservé au MNHN.

## Habitat et répartition
Ces étoiles sont présentes principalement dans l'Océan Indien occidental (côte africaine, Madagascar, Mascareignes...), où elles habitent souvent les récifs de coraux. Elles peuvent cependant aussi être rencontrées dans le Pacifique tropical, avec la sous-espèce Dactylosaster cylindricus pacificus Fisher, 1925.
On la rencontre sur les fonds rocheux ou dans les récifs de corail, entre la surface et quelques mètres de fond, mais plus souvent à faible profondeur.

## Écologie et comportement
La reproduction est gonochorique, et mâles et femelles relâchent leurs gamètes en même temps grâce à un signal phéromonal, en pleine eau, où œufs puis larves vont évoluer parmi le plancton pendant quelques semaines avant de rejoindre le sol.
Ces étoiles ont cependant aussi accès à un mode de reproduction asexué : ces étoiles ont une bonne capacité de régénération, leur permettant de se défendre contre leurs prédateurs par autotomie.
Ces étoiles ont un régime relativement omnivore, à base de détritus, d'algues filamenteuses et de débris organiques.